# Liegi-Bastogne-Liegi 2007
La Liegi-Bastogne-Liegi 2007, novantatreesima edizione della corsa, si svolse il 29 aprile 2007 per un percorso di 262 km da Liegi ad Ans e fu vinta dall'italiano Danilo Di Luca.
Furono 115 in totale i ciclisti che completarono la gara.

## Percorso

### Côtes
Le dodici salite inserite nell'edizione 2007
| Numero | Nome                        | Chilometro | Lunghezza (m) | Pendenza media (%) |
| ------ | --------------------------- | ---------- | ------------- | ------------------ |
| 12     | Côte de Ny                  | 57,5       | 1800          | 5,7                |
| 11     | Côte de la Roche-en-Ardenne | 83         | 2800          | 4,9                |
| 10     | Côte de Saint-Roch          | 129        | 900           | 12,0               |
| 9      | Côte de Wanne               | 173        | 3100          | 6,1                |
| 8      | Côte de Stockeu             | 179,5      | 1100          | 10,5               |
| 7      | Côte de la Haute-Levée      | 185        | 3400          | 6,0                |
| 6      | Col du Rosier               | 197,5      | 4000          | 5,9                |
| 5      | Côte de la Vecquée          | 210        | 3100          | 5,9                |
| 4      | Côte de La Redoute          | 227,5      | 2100          | 8,4                |
| 3      | Côte de Sprimont            | 233        | 1400          | 4,7                |
| 2      | Côte du Sart-Tilman         | 248        | 3600          | 5,3                |
| 1      | Côte de Saint-Nicolas       | 256,5      | 1000          | 11,1               |

## Squadre partecipanti
| N.      | Cod. | Squadra               |
| ------- | ---- | --------------------- |
| 1-8     | GCE  | Caisse d'Epargne      |
| 11-18   | QSI  | Quick Step-Innergetic |
| 21-28   | LAM  | Lampre-Fondital       |
| 31-38   | TMO  | T-Mobile Team         |
| 41-48   | RAB  | Rabobank              |
| 51-58   | CSC  | Team CSC              |
| 61-68   | AST  | Astana                |
| 71-78   | PRL  | Predictor-Lotto       |
| 81-88   | LIQ  | Liquigas              |
| 91-98   | EUS  | Euskaltel-Euskadi     |
| 101-108 | MRM  | Team Milram           |
| 111-118 | BAR  | Barloworld            |

| N.      | Cod. | Squadra                |
| ------- | ---- | ---------------------- |
| 121-128 | SDV  | Saunier Duval-Prodir   |
| 131-138 | C.A  | Crédit Agricole        |
| 141-148 | GST  | Gerolsteiner           |
| 151-158 | COF  | Cofidis                |
| 161-168 | BTL  | Bouygues Télécom       |
| 171-178 | A2R  | AG2R Prévoyance        |
| 181-188 | DSC  | Discovery Channel      |
| 191-198 | FDJ  | Française des Jeux     |
| 201-208 | AGR  | Agritubel              |
| 211-218 | TCS  | Tinkoff Credit Systems |
| 221-228 | JAC  | Topsport Vlaanderen    |
| 231-238 | LAN  | Landbouwkrediet        |

## Ordine d'arrivo (Top 10)
| Pos. | Corridore          | Squadra       | Tempo    |
| ---- | ------------------ | ------------- | -------- |
| 1    | Danilo Di Luca     | Liquigas      | 6h37'24" |
| 2    | Alejandro Valverde | C. d'Epargne  | a 3"     |
| 3    | Fränk Schleck      | CSC           | s.t.     |
| 4    | Paolo Bettini      | Quick Step    | a 6"     |
| 5    | Davide Rebellin    | Gerolsteiner  | s.t.     |
| 6    | Michael Boogerd    | Rabobank      | a 7"     |
| 7    | Damiano Cunego     | Lampre        | a 9"     |
| 8    | Matthias Kessler   | Astana        | s.t.     |
| 9    | Juan José Cobo     | Saunier Duval | s.t.     |
| 10   | Kim Kirchen        | T-Mobile      | s.t.     |